# لويس لوروا (كاتب)
لويس لوروا (بالفرنسية: Louis Leroy)‏ هو صحفي وكاتب مسرحي ورسام وكاتب فرنسي، ولد في 1812 في باريس في فرنسا، وتوفي بنفس المكان في 1885.

## وصلات خارجية
- لويس لوروا على موقع الموسوعة البريطانية (الإنجليزية)